# Tramway de Maubeuge
Le tramway de Maubeuge a été créé en 1902. Le dernier tramway a circulé en janvier 1951.

## Histoire

### Origines
Le 7 mai 1902 est déclaré d'utilité publique l'établissement d'un réseau de quatre lignes de tramway :

« 1. De Maubeuge à Haumont par Sous-le-Bois avec embranchement sur la gare de Douzies ;
2. De Maubeuge à Hautmont par Louvroil ;
3. De Maubeuge à Ferrière-la-Grande, avec embranchement sur la gare de Maubeuge ;
4. De Maubeuge à Jeumont. »

Le département du Nord rétrocède le réseau à Lucien Beau pour une durée de cinquante ans. Celui-ci s'engage à le construire et l'exploiter à ses frais, sans subvention ni garantie d'intérêt, il s'engage également à se substituer dans un délai de six mois une société anonyme pour construire et exploiter le réseau. À cet effet est créée le 22 avril 1902 chez maître Allexandre et Collet notaires à Maubeuge une société anonyme au capital de 2 300 000, la compagnie des Tramways électriques régionaux de Maubeuge. La substitution à Lucien Beau de la compagnie des Tramways électriques régionaux de Maubeuge est effective le 11 mai 1903. À cette occasion, la compagnie fait ajouter un avenant à l'article 3 du cahier des charges (approuvé par le décret) :

« La construction de la ligne de Jeumont pourra être retardée jusqu'à ce qu'il soit constaté que les autres lignes font une recette brute kilométrique d'au moins 20 000 sans que toutefois le délai pour l'exécution de cette ligne puisse dépasser dix années. »

La ligne de Jeumont ne sera cependant jamais construite.

### Mise en service
Le 1er septembre 1903 sont mises en service les deux premières lignes du réseau :
- Maubeuge Place de la Grisoëlle (actuelle place Vauban) - Gare de Sous-le-Bois ;
- Maubeuge Place de la Grisoëlle - Gare de Maubeuge.

La compagnie attend encore l'autorisation de la Compagnie des chemins de fer du Nord pour passer sous les ponts de cette compagnie, condition pour mettre en service les lignes vers la gare de Douzies, Ferrière-la-Grande et Haumont (via Louvroil).
La ligne de Ferrière-la-Grande et celle de Douzies sont mises en service dans les mois qui suivent, la ligne vers Louvroil est mise en service à une date inconnue avant janvier 1905 (voir ces lignes).

### Création
Le réseau de 5 lignes est concédé à la Compagnie des tramways électriques régionaux de Maubeuge. Le  réseau est réduit après la Première Guerre mondiale. La dernière ligne s'arrête en 1951.

### Vestiges
Il reste une courte section de rails préservée de l'ancienne rue de Mons intégrée depuis dans le square Lafayette.

## Lignes
- Maubeuge - Ferrière-la-Grande
- Maubeuge - Hautmont (via Louvroil)
- Maubeuge - Hautmont (via Sous-le-Bois)
- Maubeuge Place de la Grisoëlle - Gare de Douzies
- Maubeuge Place de la Grisoëlle - Gare de Maubeuge

## Infrastructure

### Les voies sur Maubeuge
Les voies dans le centre-ville de Maubeuge comme celles du reste du réseau sont établies en voie unique avec deux évitements :
- le premier sur les lignes de la gare de Douzies et celle d'Hautmont (via Sous-le-Bois), rue de la République ;
- le second sur la ligne de la gare, place Jean Mabuse, créé pour renforcer la fréquence de la ligne de dix à six minutes, celle-ci devant assurer seule la desserte du centre-ville à partir du 1er février 1905 et la limitation des lignes de Ferrière-la-Grande et celle de Louvroil de la place de la Grisoëlle à la place de Wattignies (porte de France)[7].

### Dépôt

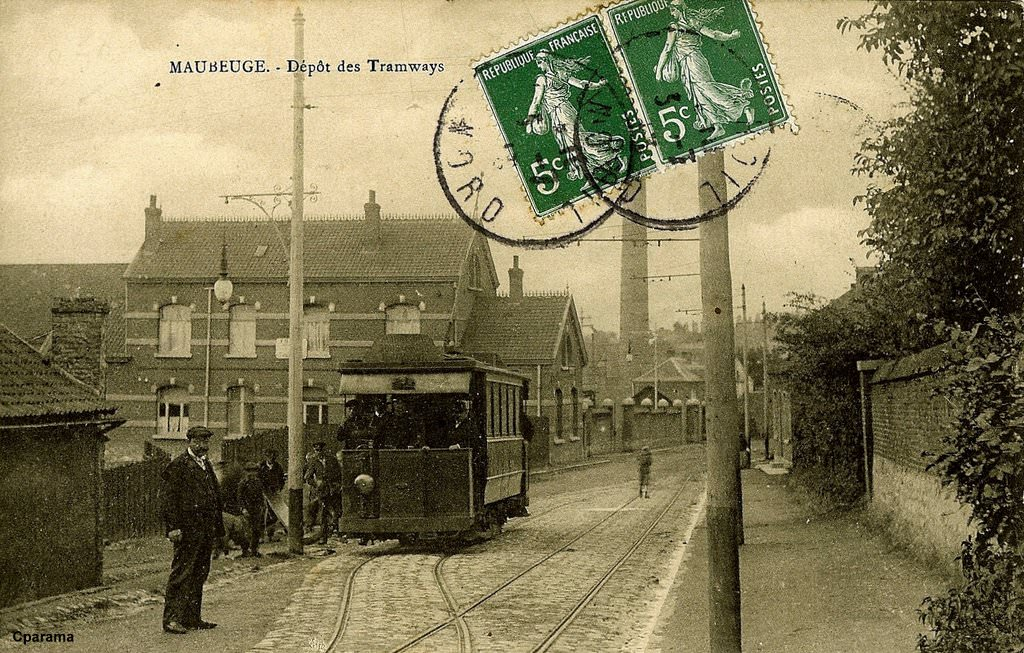
Le dépôt et la cheminée de l'usine électrique du tramway de Maubeuge

Le dépôt est construit en 1902. L'usine électrique a été agrandie par la suite (attesté au 5 septembre 1929).